# ذخیره‌گاه طبیعی تسنترالنو-لسنوی
ذخیره‌گاه طبیعی تسنترالنو-لسنوی (انگلیسی: Central Forest Nature Reserve) یک ذخیره‌گاه و منطقه حفاظت شده در استان تور کشور روسیه است.